# Montrose (Virginia)
Montrose es un lugar designado por el censo situado en el condado de Henrico, Virginia  (Estados Unidos). Según el censo de 2010 tenía una población de 7.793 habitantes.

## Demografía
Según el censo del 2000, Montrose tenía 7.018 habitantes, 2.924 viviendas, y 1.850 familias. La densidad de población era de 797 habitantes por km².
De las 2.924 viviendas en un 34,3%  vivían niños de menos de 18 años, en un 33,9%  vivían parejas casadas, en un 24,8% mujeres solteras, y en un 36,7% no eran unidades familiares. En el 29,9% de las viviendas  vivían personas solas el 9,1% de las cuales correspondía a personas de 65 años o más que vivían solas. El número medio de personas viviendo en cada vivienda era de 2,4 y el número medio de personas que vivían en cada familia era de 2,97.
Por edades la población se repartía de la siguiente manera: un 27,4% tenía menos de 18 años, un 10,3% entre 18 y 24, un 32,9% entre 25 y 44, un 19,6% de 45 a 60 y un 9,7% 65 años o más.
La edad media era de 33 años.  Por cada 100 mujeres de 18 o más años  había 75,8 hombres.
La renta media por vivienda era de 36.433$ y la renta media por familia de 42.031$. Los hombres tenían una renta media de 30.903$ mientras que las mujeres 24.966$. La renta per cápita de la población era de 17.259$. En torno al 9,8% de las familias y el 11,9% de la población estaban por debajo del umbral de pobreza.

## Localidades adyacentes
El siguiente diagrama muestra a las localidades más próximas a Montrose.